# Kostenmatrix
Eine Kostenmatrix ist eine Matrix, die zur Beurteilung eines Klassifikators dient. In ihr werden die verschiedenen Möglichkeiten einer Fehlklassifikation durch Kosten bewertet. Durch Multiplikation der Konfusionsmatrix mit einer Kostenmatrix lässt sich ein Bayes-Klassifikator so einstellen, dass die mittleren Kosten gleich und somit minimiert werden.

## Beispiel
Beispielsweise muss ein Hersteller eine Strafe {\displaystyle L_{12}} zahlen, wenn er gentechnisch veränderte Lebensmittel nicht als solche kennzeichnet. Im umgekehrten Fall ergeben sich die Kosten aus dem entgangenen Gewinn {\displaystyle L_{21}}, da gentechnikfreie Lebensmittel etwas teurer zu verkaufen sind. Die Kostenmatrix ist in diesem Fall
{\displaystyle L={\begin{pmatrix}0&L_{12}\\L_{21}&0\end{pmatrix}}}.